# Capitán Sarmiento
Capitán Sarmiento è un comune dell'Argentina della provincia di Buenos Aires capoluogo del partido omonimo.

## Toponimia
La cittadina è intitolata al capitano Domingo Fidel Sarmiento, figlio adottivo del presidente argentino Domingo Faustino Sarmiento, morto nella battaglia di Curupayty durante la guerra della Triplice Alleanza.

## Storia
Il partido è stato istituito il 12 dicembre 1961.